# Rinatu Coti
Rinatu Coti   (Ajaccio, 20 de desembre de 1944) és un escriptor cors, el més prolífic de la literatura corsa moderna.
De jove col·laborà a les revistes U Muntese, A Spannata i Rigiru i ha participat amb Pasquale Marchetti en l'elaboració del mètode assimil per a l'ensenyament del cors. Autor prolífic, ha escrit dotzenes de contes i poemes, i és un dels autors corsos més traduïts a altres idiomes. Des del 2001 dirigeix la revista U Taravu i des del 2003 l'associació Cultura Viva, i es dedica a la tasca editorial per a autors corsos o de temàtica corsa.

## Obres

### Contes
- U vangonu neru (1972)
- Una spasimata (1983)
- I ghjorna persi (1985-86)
- A signora (1987),
- U rivaritu Antonu (1980)
- In lu me filu (1990-1999),

### Poemes
- Par viaghju (1974-85)
- U labirintu (1988)
- Aligria (1989),

### Teatre
- A rimigna (1974)

### Assaig filosòfic
- Intornu à l'essezza (1978)